# Lijst van films (1930-1939)
Dit is een lijst van films uit de periode 1930–1939.

## 0-9
- The 19th Hole Club (1936)
- 20,000 Men a Year (1939)
- 20,000 Years in Sing Sing (1932)
- 36 Hours to Kill (1936)
- The 39 Steps (1935)
- 42nd Street (1933)
- 45 Fathers (1937)
- 5th Ave Girl (1939)
- 6,000 Enemies (1939)

## A
- Aadmi (1939)
- Aap Ki Marzi (1939)
- Actress Kyon Bani (1939)
- Adhuri Kahani (1939)
- The Adventures of Huckleberry Finn (1939)
- The Adventures of Robin Hood (1938)
- The Adventures of Sherlock Holmes (1939)
- The Adventures of Tom Sawyer (1938)
- The Affairs of Pierre (1937)
- Africa Speaks! (1930)
- Africa Squawks (1939)
- After Office Hours (1935)
- After the Thin Man (1936)
- L'Âge d'or (1930)
- Air Parade (1938)
- Alam Ara (1931)
- Alexander Nevski (1938)
- Alexander's Ragtime Band (1938)
- Ali Baba gaat op stap (1937)
- Alibi Ike (1935)
- Alice in Wonderland (1933)
- All Quiet on the Western Front (1930)
- Allegheny Uprising (1939)
- All's Fair (1938)
- Alpine Rendezvous (1936)
- Alpine Yodeler (1936)
- Alraune (1930)
- Always Goodbye (1938)
- Always in Trouble (1938)
- Ambassador Bill (1931)
- American Madness (1932)
- Amsterdam bij nacht (1937)
- Amuse Yourself (1936)
- An Arrow Escape (1936)
- Andy Hardy Gets Spring Fever (1939)
- Angel's Holiday (1937)
- Angels with Dirty Faces (1938)
- Animal Crackers (1930)
- Animali pazzi (1939)
- Anna Christie (1930)
- Anna Karenina (1935)
- Anne of Green Gables (1934)
- Another Fine Mess (1930)
- Another Language (1933)
- Another Thin Man (1939)
- Anthony Adverse (1936)
- Any Old Port! (1932)
- Any Old Port (1936)
- The Arizona Wildcat (1939)
- As You Desire Me (1932)
- As You Like It (1936)
- Ask Uncle Sol (1937)
- At the Circus (1939)
- L'Atalante (1934)
- Ayodhya Ka Raja (1932)
- The Awful Truth (1937)

## B
- Baazigar (1938)
- Babes in Toyland (1934)
- Baby Face (1933)
- Bachelor Mother (1939)
- Back Street (1932)
- Back to Nature (1936)
- Bad Boy (1935)
- Bad Girl (1931)
- Bad Little Angel (1939)
- The Bad Sister (1931)
- Badi Didi (1939)
- Baghban (1938)
- Baghi (1939)
- Banjo on My Knee (1936)
- Barnyard Amateurs (1936)
- Barnyard Baseball (1939)
- Barnyard Boss (1937)
- Barnyard Egg-citement (1939)
- The Baroness and the Butler (1938)
- The Barretts of Wimpole Street (1934)
- Barricade (1939)
- Bashful Ballerina (1937)
- Bashful Buddies (1936)
- Battle of Broadway (1938)
- A Battle Royal (1936)
- The Beast of the City (1932)
- Beau Geste (1939)
- Beautiful, But Dummies (1938)
- Prix de beauté (1930)
- Becky Sharp (1935)
- Below Zero (1930)
- Beware of Blondes (1936)
- The Big Apple (1937)
- Big Boy (1930)
- The Big Broadcast of 1936 (1935)
- The Big Broadcast of 1937 (1937)
- The Big Broadcast of 1938 (1938, ook bekend als Paramount Follies)
- The Big Broadcast (1932)
- Big Brown Eyes (1936)
- Big Business (1937)
- Big City Blues (1932)
- Big City (1937)
- The Big Courtship (1937)
- The Big Game Haunt (1937)
- The Big House (1930)
- The Big Shakedown (1934)
- The Big Stampede (1932)
- The Big Top (1938)
- Big Town Girl (1937)
- The Big Trail (1930)
- De big van het regiment (1935)
- A Bill of Divorcement (1932)
- The Billy Goat's Whiskers (1937)
- Billy Mouse's Akwakade (1939)
- Bird of Paradise (1932)
- The Bitter Tea of General Yen (1933)
- Blaavend melder storm (1938)
- Der blaue Engel (1930)
- Das blaue Licht (1932)
- Bleeke Bet (1934)
- Block-Heads (1938)
- Blokkade (1934)
- Blonde Venus (1932)
- Blondie of the Follies (1932)
- Blood Money (1933)
- Blue Blazes (1936)
- Boefje (1939)
- The Bohemian Girl (1936)
- The Bold Caballero (1936)
- Bombshell (1933)
- Bonnie Scotland (1935)
- The Book Shop (1937)
- The Border Patrolman (1936)
- Bordertown (1935)
- Born Reckless (1937)
- Born to Be Bad (1934)
- Borneo (1937)
- Borrowing Trouble (1937)
- The Bowery (1933)
- Boy Friend (1939)
- Boy, Oh Boy (1936)
- Boys Town (1938)
- Brahmachari (1938)
- The Brain Busters (1936)
- Brats (1930)
- Breakfast for Two (1937)
- Bride of Frankenstein (1935)
- The Bride of the Regiment (1930)
- The Bride Wore Red (1937)
- Bright Eyes (1934)
- Bright Lights (1930)
- Bringing Up Baby (1938)
- Broadway Melody of 1938 (1937)
- Broken Lullaby (1932)
- Bug Carnival (1937)
- Bugs Beetle and His Orchestra (1937)
- A Bully Frog (1937)
- A Bully Romance (1939)
- Bureau of Missing Persons (1933)
- The Busy Bee (1936)
- Busy Bodies (1933)

## C
- The Cabin in the Cotton (1932)
- Cactus Caballeros (1938)
- Café Metropole (1937)
- Cain and Mabel (1936)
- The Californian (1937)
- Call Her Savage (1932)
- Call It a Day (1937)
- Call of the Flesh (1930)
- The Call of the Wild (1935)
- Calling All Crooners (1937)
- Camille (1936)
- Can This Be Dixie? (1936)
- La canzone dell'amore (1930)
- Captain Blood (1935)
- Captain January (1936)
- Captains Courageous (1937)
- Career Woman (1936)
- The Cat and the Fiddle (1934)
- Cats in a Bag (1936)
- Cavalcade (1933)
- Chained (1934)
- The Champ (1931)
- Champagne Charlie (1936)
- Change of Heart (1938)
- The Charge of the Light Brigade (1936)
- Charlie Chan at Monte Carlo (1937)
- Charlie Chan at the Circus (1936)
- Charlie Chan at the Olympics (1937)
- Charlie Chan at the Opera (1936)
- Charlie Chan at the Race Track (1936)
- Charlie Chan at Treasure Island (1939)
- Charlie Chan in City in Darkness (1939)
- Charlie Chan in Honolulu (1938)
- Charlie Chan in Reno (1939)
- Charlie Chan in Shanghai (1935)
- Charlie Chan on Broadway (1937)
- Charlie Chan's Greatest Case (1933)
- Charlie Chan's Secret (1936)
- Chasing Danger (1939)
- Chasing Rainbows (1930)
- Chatterbox (1936)
- Checkers (1937)
- The Chemist (1936)
- Chicken Wagon Family (1939)
- La Chienne (1931)
- Children of Pleasure (1930)
- China Seas (1935)
- Choose Your Partners (1935)
- Chris Columbo (1938)
- A Christmas Carol (1938)
- Cimarron (1931)
- The Cisco Kid and the Lady (1939)
- The Citadel (1938)
- City Girl (1938)
- City Lights (1931)
- The Cleaning Day (1937)
- Cleopatra (1934)
- A Close Shave (1937)
- De Club van de Zwarte Pijl (1932)
- College Capers (1935)
- College Coach (1933)
- Cologne (1939, voluit Cologne: From the Diary of Ray and Esther)
- Come and Get It (1936)
- Comic Artist's Home Life (1937)
- A Connecticut Yankee (1931)
- Conquering the Colorado (1939)
- Conquest (1937)
- Counsellor at Law (1933)
- The Count of Monte Cristo (1934)
- The Country Beyond (1936)
- The Country Doctor (1936)
- The Cowboy and the Lady (1938)
- Crack-Up (1936)
- The Crime of Dr. Forbes (1936)
- The Cuckoo Bird (1939)
- The Cuckoos (1930)
- Cupid Takes a Holiday (1938)
- Cute Crime (1938)

## D
- Damaged Lives (1933)
- Dance, Fools, Dance (1931)
- The Dancing Bear (1937)
- Dancing Co-Ed (1939)
- Dancing Lady (1933)
- Danger Lights (1930)
- Danger: Love at Work (1937)
- Dangerous (1935)
- Dangerously Yours (1937)
- Dante's Inferno (1935)
- The Dark Angel (1935)
- The Dark Horse (1932)
- Dark Victory (1939)
- Darktown Revue (1931)
- Dates and Nuts (1937)
- Daughter of the Dragon (1931)
- David Copperfield (1935)
- David Harum (1934)
- The Dawn Patrol (1930)
- A Day at the Races (1937)
- Day-Time Wife (1939)
- Delicious (1931)
- Deluge (1933)
- Dental Follies (1937)
- The Dentist (1932)
- Design for Living (1933)
- Destry Rides Again (1939)
- Devdas (1935)
- Devil of the Deep (1938)
- The Devil to Pay (1930)
- The Devil's Brother (1933)
- Diamonds in the Rough (1936)
- Diepten / Profondeurs (1930)
- Dime a Dance (1937)
- Dimples (1936)
- Dinner at Eight (1933)
- Dinner at the Ritz (1937)
- Disorder in the Court (1936)
- Ditto (1937)
- The Divorce of Lady X (1938)
- The Divorcee (1930)
- Dixiana (1930)
- Doctor Bull (1933)
- Dodge City (1939)
- Dodsworth (1936)
- The Dog and the Bone (1937)
- Dood water (1934)
- Doomsday (1938)
- Double Wedding (1937)
- Down on the Farm (1938)
- Down to Earth (1932)
- Downstairs (1932)
- Dr. Jekyll and Mr. Hyde (1931)
- Dracula (1931)
- Drácula (1931)
- Dracula's Daughter (1936)
- Dragnet Girl (1933)
- Dramatic School (1938)
- De drie wensen (1937)
- Drums Along the Mohawk (1939)
- Duck Soup (1933)
- Durga (1939)
- Dushman (1939)
- Dwaasheid ten top (1938)

## E
- The Easiest Way (1931)
- Easy Living (1937)
- Easy Pickin's (1935)
- Ecstasy (1933)
- Educating Father (1936)
- An Elastic Affair (1930)
- Eliza Runs Again (1938)
- Elstree Calling (1930)
- Emma (1932)
- The Emperor Jones (1933)
- The Emperor's Candlesticks (1937)
- Employees' Entrance (1933)
- The End of the Road (1936)
- The Escape (1939)
- Escapade (1935)
- Eskimo (1933)
- Evelyn Prentice (1934)
- Every Saturday Night (1936)
- Every Sunday (1936)
- Everybody Sing (1938)
- Everybody's Baby (1939)
- Everything Happens at Night (1939)
- Ex-Lady (1933)

## F
- Fair Warning (1937)
- De familie van mijn vrouw (1935)
- A Farewell to Arms (1932)
- Farmer Al Falfa's 20th Anniversary (1936)
- Farmer Al Falfa's Prize Package (1936)
- The Farmer Takes a Wife (1935)
- Fashions of 1934 (1934)
- Fast and Loose (1930)
- Fast Workers (1933)
- The Feud (1936)
- Fientje Peters, poste restante (1935)
- Fifteen Maiden Lane (1936)
- Fifty Roads to Town (1937)
- Fighting Caravans (1931)
- Fire over England (1937)
- The Firefly (1937)
- The First Baby (1936)
- First Love (1939)
- The First Robin (1939)
- Five and Ten (1931)
- Five Came Back (1939)
- Five of a Kind (1938)
- Flash Gordon Serial (1936)
- Flicker Fever (1935)
- Floradora Girl (1930)
- Flowers and Trees (1932)
- The Flying Deuces (1939)
- Flying Down to Rio (1933)
- Flying South (1937)
- Fog Over Frisco (1934)
- Follow the Fleet (1936)
- Follow the Leader (1930)
- Follow Thru (1930)
- Footlight Parade (1933)
- For Auld Lang Syne (1939)
- The Forgotten Frontier (1931)
- Forsaking All Others (1934)
- Four Men and a Prayer (1938)
- Four's a Crowd (1938)
- Fra Diavolo (1933)
- The Frame-Up (1938)
- Frankenstein (1931)
- Freaks (1932)
- A Free Soul (1931)
- Fresh from the Fleet (1936)
- Freshies (1937)
- The Frog (1937)
- The Front Page (1931)
- Frontier Marshal (1939)
- Frozen Feet (1939)
- Fun's Fun (1937)
- Fury (1936)

## G
- Gags and Gals (1936)
- Gai dimanche (1935)
- Gandy the Goose (1938)
- The Garden of Allah (1936)
- Gateway (1938)
- The Gay Deception (1935)
- The Gay Divorcee (1934)
- General Crack (1930)
- The General Died at Dawn (1937)
- Gentle Julia (1936)
- Getting an Eyeful (1938)
- The Ghoul (1933)
- Gifts in Rhythm (1936)
- The Girl from Missouri (1934)
- Girls Ahoy (1937)
- Girls Demand Excitement (1931)
- Girls' Dormitory (1936)
- Giv'im Air (1936)
- The Glass Slipper (1938)
- Gli uomini, che mascalzoni! (1932)
- G-Man Jitters (1939)
- Going Bye Bye (1934)
- Going Hollywood (1933
- Going Native (1936)
- Going, Going, Gone! (1937)
- Gold Bricks (1936)
- Gold Diggers of 1933 (1933)
- Gold Diggers of 1935 (1935)
- Gold Diggers of 1937 (1936)
- Gold Is Where You Find It (1938)
- Golden Dawn (1930)
- The Golden West (1939)
- Gone with the Wind (1939)
- The Good Earth (1937)
- The Good Fairy (1935)
- Good News (1930)
- Goodbye Again (1933)
- Goodbye, Mr. Chips (1939)
- The Goose Flies High (1938)
- The Gorgeous Hussy (1936)
- The Gorilla (1939)
- Gramophone Singer (1938)
- Grand Hotel (1932)
- Grand Slam Opera (1936)
- La Grande Illusion (1937)
- The Great Commandment (1939)
- The Great Garrick (1937)
- Great Guy (1936)
- The Great Hospital Mystery (1937)
- The Great Waltz (1938)
- The Great Ziegfeld (1936)
- Grey Owl's Little Brother (1937)
- Gribouille (1937)
- Gulliver's Travels (1939)

## H
- Half Angel (1936)
- Hallelujah, I'm a Bum (1933)
- Hamlet and Eggs (1937)
- Happy and Lucky (1938)
- Happy Heels (1936)
- Happy Landing (1938)
- Hard to Get (1938)
- The Hardys Ride High (1939)
- Having Wonderful Time (1938)
- Hawaiian Buckaroo (1938)
- The Hay Ride (1937)
- The Health Farm (1936)
- Heaven with a Barbed Wire Fence (1939)
- Heidi (1937)
- Heir Today (1937)
- Hell's Angels (1930)
- Hell's House (1932)
- Helpmates (1932)
- Her Accidental Hero (1937)
- Her Uncle Sam (1935)
- Here Comes Trouble (1936)
- Here I Am a Stranger (1939)
- Here's to Romance (1935)
- Here's to the Good Old Jail (1938)
- Hero No. 1 (1939)
- He's a Prince (1935)
- High Tension (1936)
- High-C Honeymoon (1937)
- Hi-Ho Hollywood (1938)
- Hillbilly Love (1935)
- His Day Off (1938)
- His Pest Girl (1937)
- The Hitch-Hiker (1939)
- Hi-Ya Doc! (1937)
- Hold Everything (1930)
- Hold It! (1937)
- Hold That Co-ed (1938)
- Hold Your Man (1933)
- Holding the Bag (1937)
- Hollywood Cavalcade (1939)
- Hollywood on Parade No.5 (1932)
- The Holy Terror (1937)
- Home on the Range (1936)
- Home Town Olympics (1936)
- The Homeless Pup (1937)
- The Honeymoon's Over (1939)
- Honolulu (1939)
- Honor Among Lovers (1931)
- Hook, Line and Sinker (1939)
- Horse Feathers (1932)
- The Hot Spell (1936)
- Hot Water (1937)
- Hotel for Women (1939)
- The Hound of the Baskervilles (1939)
- A House Divided (1931)
- Housewife (1934)
- Housewife Herman (1938)
- How to Dance the Shag (1937)
- Hukum Ka Ikka (1939)
- Human Cargo (1936)
- The Hunchback of Notre Dame (1939)
- Hurray for Hooligan (1937)
- The Hurricane (1937)

## I
- I Am a Fugitive from a Chain Gang (1932)
- I Live My Life (1935)
- The Ice Follies of 1939 (1939)
- The Ice Pond (1939)
- Idiot's Delight (1939)
- If I Had a Million (1932)
- I'll Give a Million (1938)
- I'm No Angel (1933)
- Imitation of Life (1934)
- In Old Chicago (1937)
- In the Wake of the Bounty (1933)
- Incognito (1937)
- India in Africa (1939)
- The Indians Are Coming (1930)
- Indiscreet (1931)
- The Informer (1935)
- Ingagi (1930)
- Inside Story (1939)
- Inspector Hornleigh on Holiday (1939)
- Inspector Hornleigh (1939)
- Inspiration (1931)
- Intermezzo (1936, ook bekend als Interlude)
- International Settlement (1938)
- The Invisible Man (1933)
- Invisible Stripes (1939)
- The Irish in Us (1935)
- Island in the Sky (1938)
- Island of Lost Souls (1933)
- It Could Happen to You (1939)
- It Had to Happen (1936)
- It Happened All Right (1936)
- It Happened One Night (1934)
- It Happened Out West (1937)
- Italian Libya (1937)
- It's a Gift (1934)
- It's Love I'm After (1937)

## J
- Jail Bait (1937)
- Jamaica Inn (1939)
- Jane Eyre (1934)
- De Jantjes (1934)
- Jesse James, de wreker (1939)
- Jezebel (1938)
- Jimmy the Gent (1934)
- Jitterbugs (1938)
- The Jones Family in Hollywood (1939)
- Jonge harten (1936)
- Josette (1938)
- Le jour se lève (1939)
- Journey's End (1930)
- Juarez (1939)
- Judge Hardy and Son (1939)
- Judge Hardy's Children (1938)
- Judge Priest (1934)
- Juno and the Paycock (1930)
- Just Another Murder (1935)
- Just Around the Corner (1938)
- Just Ask Jupiter (1938)
- Just Plain Folks (1936)
- Just the Type (1936)

## K
- Kahan Hai Manzil Teri (1939)
- Kangan (1939)
- Każdemu wolno kochać (1933)
- Keep Smiling (1938)
- Kenteringen (1932)
- Kentucky (1938)
- Kentucky Moonshine (1938)
- La Kermesse héroïque (1935)
- Kermisgasten (1936)
- Khuni Jadugar (1939)
- Kid Galahad (1937)
- Kidnapped (1938)
- Kiki (1931)
- Kiko and the Honey Bears (1936)
- Kiko Foils the Fox (1936)
- Kiko the Kangaroo (1936)
- King Kong (1933)
- King of Burlesque (1936)
- King of Jazz (1930)
- King Solomon's Mines (1937)
- Kingdom for a Horse (1938)
- Kiss the Bride (1935)
- Klokslag twaalf (1936)
- Knockout Drops (1935)
- Komedie om geld (1936)
- Koo Koo Korrespondance Skool (1937)
- Krazi-Inventions (1936)
- De kribbebijter (1935)
- Krullekopje (1935)
- Kuhle Wampe (1932)

## L
- De la sartén al fuego (1935)
- Ladies in Love (1936)
- Ladies Love Hats (1935)
- Ladies Only (1939)
- Ladies They Talk About (1933)
- The Lady Escapes (1937)
- Lady for a Day (1933)
- Lady Killer (1933)
- The Lady of Scandal (1930)
- Lady of the Tropics (1939)
- The Lady Vanishes (1938)
- Lancer Spy (1937)
- Landing of the Pilgrims (1939)
- The Last Indian (1938)
- The Last of Mrs. Cheyney (1937)
- Laughing at Trouble (1936)
- Laughing Gravy (1931)
- Laughing Sinners (1931)
- Leatherface (1939)
- Leathernecking (1930)
- Lentelied (1936)
- Let Us Be Gay (1930)
- Letty Lynton (1932)
- Het leven is niet zo kwaad (1935)
- Libeled Lady (1936)
- Liebelei (1933)
- Life Begins in College (1937)
- The Life of Emile Zola (1937)
- The Life of the Party (1930)
- Lightnin' (1930)
- The Lion Hunt (1938)
- Listen, Darling (1938)
- Little Caesar (1931)
- The Little Colonel (1935)
- Little Miss Broadway (1938)
- Little Miss Nobody (1936)
- The Little Princess (1939)
- Little Women (1933)
- The Littlest Rebel (1935)
- The Live Ghost (1934)
- The Lives of a Bengal Lancer (1935)
- Lloyd's of London (1936)
- The Lodger (1932)
- La Loi du nord (1939)
- The Lonely Trail (1936)
- Lord Byron of Broadway (1930)
- Lost Horizon (1937)
- Lot in Sodom (1933)
- The Lottery Bride (1930)
- Love and Hisses (1937)
- Love and Onions (1938)
- Love Before Breakfast (1936)
- Love Finds Andy Hardy (1938)
- Love Goes West (1938)
- Love in Arms (1937)
- Love in September (1936)
- Love Is News (1937)
- Love Me Tonight (1932)
- Love Nest on Wheels (1937)
- Love on a Budget (1938)
- Love on the Run (1936)
- Love Under Fire (1937)
- Lucky Night (1939)
- Lutaru Lalna (1938)

## M
- M – Eine Stadt sucht einen Mörder (1931)
- Madam Satan (1930)
- Mädchen in Uniform (1931)
- Made for Each Other (1939)
- Madhrat Ke Mehman (1938)
- Madhur Bansari (1939)
- Madhur Milan (1938)
- Maid in China (1938)
- Malle gevallen (1934)
- The Maltese Falcon (1931)
- Mamba (1930)
- Mammy (1930)
- Man of the World (1931)
- The Man in the Iron Mask (1939)
- Man to Man (1937)
- The Man Who Broke the Bank at Monte Carlo (1935)
- The Man Who Knew Too Much (1934)
- The Man Who Played God (1932)
- De man zonder hart (1937)
- Manhattan Melodrama (1934)
- Mannequin (1937)
- Man-Proof (1938)
- Man's Castle (1933)
- Mard (1939)
- Marie Antoinette (1938)
- Marie Galante (1934)
- Marked Woman (1937)
- The Mask of Fu Manchu (1932)
- Mata Hari (1931)
- The Mayor of Hell (1933)
- Maytime (1937)
- The Mechanical Cow (1937)
- Meet the Bride (1937)
- Meet the Girls (1938)
- Het meisje met den blauwen hoed (1934)
- Meisjes in vrijheid (1934)
- Melody Girl (1937)
- Melody Man (1930)
- The Menace (1932)
- Méphisto (1931)
- Mera Watan (1939)
- Meri Aankhen (1939)
- Merijntje Gijzen's Jeugd (1936)
- Merrily We Go to Hell (1932)
- Merrily We Live (1938)
- The Merry Widow (1934)
- A Message to Garcia (1936)
- Metropolitan (1935)
- Midnight Mail (1939)
- The Midnight Patrol (1933)
- Midnight Taxi (1937)
- Midnight (1939)
- Een midzomernachtsdroom (1935)
- Milk for Baby (1938)
- Le Million (1931)
- Min and Bill (1930)
- Les Misérables (1935)
- Miss Lonely Hearts (1937)
- The Miss They Missed (1938)
- Mississippi Swing (1939)
- Mixed Magic (1936)
- Mixed Policies (1936)
- M'Liss (1936)
- Modern Home (1936)
- Modern Times (1936)
- Money on Your Life (1938)
- Monkey Business (1931)
- Montague the Magnificent (1937)
- Montana Moon (1930)
- The Moon's Our Home (1936)
- Moonlight and Melody (1935)
- Morgen gaat 't beter (1939)
- Morning Glory (1933)
- Morocco (1930)
- The Most Dangerous Game (1932)
- Moulin Rouge (1934)
- A Mountain Romance (1938)
- The Mouthpiece (1932)
- Movie Crazy (1932)
- Mr. Deeds Goes to Town (1936)
- Mr. Moto in Danger Island (1939)
- Mr. Moto Takes a Chance (1938)
- Mr. Moto Takes a Vacation (1939)
- Mr. Moto's Gamble (1938)
- Mr. Moto's Last Warning (1939)
- Mr. Smith Goes to Washington (1939)
- Mrs. O'Leary's Cow (1938)
- The Mummy (1932)
- Murder! (1930)
- Murders in the Rue Morgue (1932)
- The Music Box (1932)
- Music from the Stars (1938)
- Music Is Magic (1935)
- Mutiny on the Bounty (1935)
- My Lucky Star (1938)
- My Man Godfrey (1936)
- My Marriage (1936)
- My Past (1931)
- Het mysterie van de Mondscheinsonate (1935)
- Mysterious Mr. Moto (1938)
- Mystery of the Wax Museum (1933)

## N
- Nadi Kinare (1939)
- Nancy Steele Is Missing! (1937)
- Naughty Marietta (1935)
- Navjeevan (1939)
- 'Neath The Arizona Skies (1934)
- New Movietone Follies of 1930 (1930)
- The Newcomer (1938)
- News Is Made at Night (1939)
- Next Time We Love (1936)
- Nick of Time (1939)
- Nick's Coffee Pot (1939)
- A Night at the Opera (1935)
- Night Flight (1933)
- Night Nurse (1931)
- Ninotchka (1939)
- Nirmala (1938)
- No Limit (1931)
- No Man of Her Own (1932)
- No More Ladies (1935)
- No, No Nanette (1930)
- Noor Jahan (1931)
- Not So Dumb (1937)
- À nous la liberté (1931)
- Now and Forever (1934)
- Number Seventeen (1932)
- The Nutty Network (1939)

## O
- Odna (1931, ook bekend als Alleen)
- Of Human Bondage (1934)
- Of Human Hearts (1938)
- Off the Horses (1937)
- Off to China (1936)
- Off to the Races (1937)
- The Old Dark House (1932)
- The Old Fire Horse (1939)
- The Old Maid (1939)
- Olympia (1938)
- O'Malley of the Mounted (1936)
- On demande une Brute (1934)
- On the Avenue (1937)
- One Big Happy Family (1935)
- One Good Turn (1931)
- One Hour with You (1932)
- One Hundred Men and a Girl (1937)
- One in a Million (1936)
- One Mile from Heaven (1937)
- One Mouse in a Million (1939)
- One Night of Love (1934)
- One Sunday Afternoon (1933)
- One Way Passage (1932)
- One Wild Night (1938)
- Only Angels Have Wings (1939)
- Only Yesterday (1933)
- Op een avond in mei (1936)
- Op hoop van zegen (1934)
- Op stap (1935)
- Orage (1938)
- Oranje Hein (1936)
- The Orphan Duck (1939)
- Our Betters (1933)
- Our Blushing Brides (1930)
- Our Relations (1936)
- Our Wife (1931)
- Out West with the Hardys (1938)
- Outward Bound (1930)
- The Owl and the Pussycat (1939)
- Ozzie Ostritch Comes to Town (1937)

## P
- Pack Up Your Troubles (1932)
- Pack Up Your Troubles (1939)
- Paddy O'Day (1935)
- Paid (1930)
- Panamint's Bad Man (1938)
- The Paper Hangers (1937)
- Parachute Jumper (1933)
- Paramount on Parade (1930)
- Pardon My Accident (1938)
- Pardon Our Nerve (1939)
- Pardon Us (1931)
- Parked in Paree (1936)
- Parnell (1937)
- Passport Husband (1938)
- Pati Bhakti (1932)
- Pati Patni (1939)
- Pavitra Ganga (1932)
- Payame Haq (1939)
- Peaceful Relations (1936)
- Peacock Alley (1930)
- Peg o' My Heart (1933)
- Penny Wise (1935)
- Penthouse (1933)
- Pepper (1936)
- Perfect Thirty-Sixes (1935)
- The Perils of Pauline (1933)
- The Personal History, Adventures, Experience, & Observation of David Copperfield the Younger (1935)
- Personal Property (1937)
- The Petrified Forest (1936)
- The Phantom Creeps (1939)
- Picture Snatcher (1933)
- Piernas de seda (1935)
- Pigskin Parade (1936)
- Pink Elephants (1937)
- Pink Lemonade (1936)
- Pixilated (1937)
- The Plainsman (1936)
- Platinum Blonde (1931)
- Play Ball (1937)
- Play! Girls (1937)
- Playboy Number One (1937)
- Plenty of Money and You (1937)
- The Plow that Broke the Plains (1936)
- Polly of the Circus (1932)
- Poor Little Rich Girl (1936)
- Porky in Wackyland (1938)
- Possessed (1931)
- Pot Luck (1937)
- The Power and the Glory (1933)
- Practically Perfect (1937)
- Prem Ki Jyot (1939)
- Prem Sagar (1939)
- Prem Samadhi (1938)
- Le prince Jean (1934)
- The Prisoner of Shark Island (1936)
- Prithvi Putra (1938)
- The Private Life of Henry VIII (1933)
- The Private Life of the Gannets (1937)
- Private Lives (1931)
- The Private Lives of Elizabeth and Essex (1939)
- Private Number (1936)
- The Prize Guest (1939)
- The Prizefighter and the Lady (1933)
- Professional Soldier (1935)
- Professional Sweetheart (1933)
- Professor Waman M. Sc. (1938)
- The Public Enemy (1931)
- Pucca Badamash (1939)
- Puddy Pup and the Gypsies (1936)
- Puddy's Coronation (1937)
- Pukar (1939)
- Punarjanma (1938)
- Punjab Mali (1939)
- Purnima (1938, ook bekend als Poornima)
- Puttin' On the Ritz (1930)
- Pygmalion (1937)
- Pygmalion (1938)

## Q
- Le Quai des brumes (1938)
- Quality Street (1937)
- Queen Christina (1933)
- The Queen's Birthday (1936)
- Quick Millions (1939)

## R
- Rah! Rah! Rhythm (1936)
- Rail Birds (1936)
- Rain (1932)
- Raja Gopichand (1938)
- Ramona (1936)
- Ran Sangram (1939)
- Ras Vilas (1932)
- Rascals (1938)
- Ratna Lutari (1933)
- Rawhide (1938)
- Reaching for the Moon (1930)
- Ready to Serve (1937)
- Rebecca of Sunnybrook Farm (1938)
- Le Récif de corail (1938)
- Reckless (1935)
- Red Dust (1932)
- Red Hot Music (1937)
- Redemption (1930)
- Red-Headed Woman (1932)
- Reefer Madness (1936)
- De regen kwam (1939)
- La Règle du jeu (1939)
- Remember? (1939)
- Retour à la terre (1938)
- The Return of Dr. Fu Manchu (1930)
- Return of the Buffalo (1938)
- Return of the Cisco Kid (1939)
- Reunion (1936)
- Der Revisor (1933, ook bekend als Eine Stadt steht Kopf)
- Rhythm of Paree (1935)
- Rhythm on the Range (1936)
- Rhythm Saves the Day (1937)
- Rich and Strange (1931)
- The Rich Are Always with Us (1932)
- Riffraff (1936)
- The Ring Goes 'Round (1936)
- Riptide (1934)
- Rise (1939)
- The River (1938)
- Road Demon (1938)
- The Road to Glory (1936)
- The Roaring Twenties (1939)
- Roberta (1935)
- Robinson Crusoe's Broadcast (1938)
- Rodeo Day (1935)
- The Rogue Song (1930)
- Roll Along, Cowboy (1937)
- Rolling Stones (1936)
- Romantic Prince (1931, ook bekend als Meri Jaan)
- Romeo and Juliet (1936)
- Room Service (1938)
- Rosa de Francia (1935)
- Rose Hobart (1936)
- Rose-Marie (1936)
- Rubber (1936)
- Rukmini (1939)

## S
- Sabotage (1936)
- Sadhna (1939)
- Sadhu Ya Shaitan (1939)
- Sadie McKee (1934)
- Safety in Numbers (1938)
- The Sailor's Home (1936)
- Sally, Irene and Mary (1938)
- Salty McGuire (1937)
- Samaj Ka Shikar (1931)
- San Francisco (1936)
- Le sang d'un poète (1932)
- Sansar Sagar (1939)
- Sant Tulsidas (1939)
- Sapera (1939)
- Saratoga (1937)
- Sasar Naiya (1939)
- Satan Met a Lady (1936)
- Sati Sone (1932)
- Satyawadi Raja Harishchandra (1931)
- The Saw Mill Mystery (1937)
- Scarface (1932)
- The Scarlet Pimpernel (1934)
- School Birds (1937)
- The Scoundrel (1935)
- The Screen Test (1936)
- Scrooge (1935)
- Second Honeymoon (1937)
- Secret Agent (1936)
- Secret of the Blue Room (1933)
- The Secret Six (1931)
- Secret Valley (1937)
- Secrets (1933)
- See Uncle Sol (1937)
- Seed (1931)
- Seeing Nellie Home (1935)
- De sensatie der toekomst (1931)
- Service Ltd (1939)
- Seventh Heaven (1937)
- Sex Madness (1936)
- The Shadow (1933)
- The Shadow (1937)
- Shakuntala (1931)
- Shanghai Express (1932)
- Sharif Daku (1938)
- Sharpshooters (1938)
- She Done Him Wrong (1933)
- She Had to Eat (1937)
- Sheep in the Meadow (1939)
- The Shining Hour (1938)
- Shipyard Sally (1939)
- Shirin Farhad (1931)
- The Shopworn Angel (1938)
- Show Them No Mercy! (1935)
- Show Girl in Hollywood (1930)
- Shravan Kumar (1932)
- A Shriek in the Night (1933)
- Shyam Sunder (1932)
- Silly Night (1937)
- The Sin of Madelon Claudet (1931)
- Sing and Be Happy (1937)
- Sing as We Go (1934)
- Sing for Sweetie (1938)
- Sing, Baby, Sing (1936)
- Sins of Man (1936)
- The Sisters (1938)
- Sitara (1939)
- The Skin Game (1931)
- Skunked Again (1936)
- Sky Fishing (1938)
- Slacks Appeal (1937)
- Slavenschip (1937)
- Sleepless Hollow (1936)
- Small Town Girl (1936)
- The Smart Way (1937)
- Smilin' Through (1932)
- The Smiling Lieutenant (1931)
- Sneeuwwitje en de zeven dwergen (1937)
- So Big! (1932)
- So Red the Rose (1935)
- So This Is London (1930)
- Soigne ton gauche (1936)
- Son of Aladdin (1939)
- The Son of Kong (1933)
- Son of the Gods (1930)
- The Son-Daughter (1932)
- Song and Dance Man (1936)
- Song Birds of the North Woods (1938)
- The Song of the Flame (1930)
- Song of the West (1930)
- Sons of the Desert (1933)
- Sorority Blues (1935)
- Speed to Burn (1938)
- Spooks (1936)
- De spooktrein (1939)
- Spring Is Here (1936)
- Stage Door (1937)
- Stagecoach (1939)
- Stand-In (1937)
- Stanley and Livingstone (1939)
- Star for a Night (1936)
- A Star Is Born (1937)
- State Express (1938)
- State Fair (1933)
- Steamboat Round the Bend (1935)
- Stella Dallas (1937)
- Step Lively, Jeeves! (1937)
- The Stolen Jools (1931)
- Stolen Life (1939)
- Stop, Look and Love (1939)
- The Story of Alexander Graham Bell (1939)
- The Story of Louis Pasteur (1936)
- The Story of Temple Drake (1933)
- Stowaway (1936)
- Straight Place and Show (1938)
- Strange Experiment (1937)
- Strange Interlude (1932)
- The Stranger Rides Again (1938)
- Strangers May Kiss (1931)
- Stree (1938)
- Street Singer (1938)
- Strike! You're Out! (1936)
- String Bean Jack (1938)
- A Study in Scarlet (1933)
- Subha Ka Sitara (1932)
- Subhadra Haran (1932)
- Submarine Patrol (1938)
- Suez (1938)
- Suikerfreule (1935)
- Sunehri Toli (1939)
- Sunhera Bal (1938)
- Sunken Treasures (1936)
- Sunny (1930)
- Supernatural (1933)
- Susan Lenox (Her Fall and Rise) (1931)
- Susannah of the Mounties (1939)
- Suzy (1936)
- Swanee River (1939)
- Sweet Kitty Bellairs (1930)
- Sweeties (1937)
- Swing Time (1936)
- Swiss Miss (1938)
- Sylvia Scarlett (1935)

## T
- Tabu: A Story of the South Seas (1931)
- Tail Spin (1939)
- A Tale of Two Cities (1935)
- Taqdeer Ki Tope (1939)
- Tarzan and His Mate (1934)
- Tarzan Escapes (1936)
- Tarzan Finds a Son! (1939)
- Tarzan the Ape Man (1932)
- Tarzan's Revenge (1938)
- Te quiero con locura (1935)
- The Tempermental Lion (1939)
- Terra Nova (1932)
- Tess of the Storm Country (1932)
- Test Pilot (1938)
- Das Testament des Dr. Mabuse (1933)
- Texas Terror (1935)
- Thank You, Jeeves! (1936)
- Thank You, Mr. Moto (1937)
- Thanks a Million (1935)
- Thanks for Everything (1938)
- Thanks, MrCupid (1936)
- That Certain Woman (1937)
- That I May Live (1937)
- That's the Spirit (1937)
- Their Last Bean (1939)
- Them Thar Hills (1934)
- These Glamour Girls (1939)
- These Three (1936)
- Thin Ice (1937)
- The Thin Man (1934)
- Think Fast, Mr. Moto (1937)
- This Day and Age (1933)
- This Is My Affair (1937)
- This Is the Life (1935)
- This Modern Age (1931)
- Thokar (1939)
- Thoroughbreds Don't Cry (1937)
- Those Who Dance (1930)
- The Three Bears (1939)
- Three Blind Mice (1938)
- Three Comrades (1938)
- Three Little Pigs (1933)
- Three Loves Has Nancy (1938)
- The Three Musketeers (1939)
- Three on a Limb (1936)
- Three on a Match (1932)
- Three Smart Girls (1936)
- Three Wise Girls (1932)
- Thunder in the Night (1935)
- Thunder Mountain (1935)
- Thunder (1939)
- Tiger Shark (1932)
- Tillie and Gus (1933)
- Timber Toppers (1938)
- Time Out for Murder (1938)
- Time Out for Romance (1937)
- The Timid Ghost (1937)
- The Timid Rabbit (1937)
- The Timid Young Man (1935)
- The Tin Can Tourist (1937)
- Tit for Tat (1935)
- To Mary - with Love (1936)
- Today We Live (1933)
- Tom Sawyer (1930)
- Tonight Is Ours (1933)
- Too Busy to Work (1932)
- Too Busy to Work (1939)
- Too Hot to Handle (1938)
- Top Hat (1935)
- Topaze (1933)
- Topper (1937)
- Torch Singer (1933)
- A Tough Egg (1936)
- The Toy Wife (1938)
- Trailer Life (1937)
- Transatlantic Love (1936)
- Transatlantic (1931)
- Trapped (1931)
- Treasure Island (1934)
- A Trip to Paris (1938)
- Triple Trouble (1936)
- Triumph des Willens (1935)
- Trouble in Paradise (1932)
- True to the Navy (1930)
- Tugboat Annie (1933)
- Turn Back the Clock (1933)
- Tweede viool (1939)
- Two Crowded Hours (1931)
- Two Seconds (1932)
- Two-Headed Giant (1939)

## U
- Uncle Sol Solves It (1938)
- Under a Texas Moon (1930)
- Under the Red Robe (1937)
- Under Two Flags (1936)
- Under Your Spell (1936)
- Undersea Kingdom (1936)
- Unheimliche Geschichten (1932)
- Unmögliche Liebe (1932)
- Up the River (1938)

## V
- Vadertje Langbeen (1938)
- The Vagabond King (1930)
- The Vampire Bat (1933)
- Vampyr (1932)
- Veer Ghatotkach (1939)
- Veertig jaren (1938)
- De verloofde uit Canada (1934)
- Viento norte (1937)
- De vier Mullers (1935)
- Village Blacksmith (1938)
- The Villain Still Pursued Her (1937)

## W
- The Wacky Family (1936)
- Waikiki Wedding (1937)
- Wake Up and Live (1937)
- Walking Down Broadway (1938)
- Waltzes from Vienna (1934)
- Wanna Be a Model? (1938)
- The Ware Case (1938)
- 't Was één april (1936)
- Washington Square (1939)
- The Watchdog (1939)
- Waterloo Bridge (1931)
- Way Back Home (1931)
- Way Down East (1935)
- Way Down Yonder (1936)
- Way Out West (1935)
- Way Out West (1937)
- Way Up Thar (1935)
- Wee Willie Winkie (1937)
- We're Going to Be Rich (1938)
- West Point of the Air (1935)
- Western Gold (1937)
- The Western Trail (1936)
- What Happens at Night (1939)
- When Ladies Meet (1933)
- When Tomorrow Comes (1939)
- Where Is Wall Street (1936)
- While New York Sleeps (1938)
- White Fang (1936)
- The White Hope (1936)
- White Hunter (1936)
- The White Sister (1933)
- White Zombie (1932)
- Whoopee! (1930)
- Who's Crazy? (1937)
- Who's Who (1937)
- Whose Baby Are You? (1936)
- A Wicky, Wacky Romance (1939)
- Wife vs. Secretary (1936)
- Wife, Doctor and Nurse (1937)
- Wife, Husband and Friend (1939)
- Wild and Woolly (1937)
- Wild Boys of the Road (1933)
- Wild Brian Kent (1936)
- Will You Stop! (1937)
- Willem van Oranje (1934)
- Wings of the Morning (1937)
- Wings of the Navy (1939)
- Winner Lose All (1938)
- Winner Take All (1939)
- The Wise Little Hen (1934)
- With Byrd at the South Pole (1930)
- De Witte (1934)
- The Wizard of Oz (1939)
- A Wolf in Cheap Clothing (1936)
- The Wolf's Side of the Story (1938)
- Woman-Wise (1937)
- The Women (1939)
- The Working Man (1936, ook bekend als Everybody's Old Man)
- Wuthering Heights (1939)

## Y
- A Yank at Oxford (1938)
- Ye Olde Saw Mill (1935)
- You Can't Have Everything (1937)
- You Can't Take It with You (1938)
- Young and Innocent (1937, ook bekend als The Girl Was Young)
- The Young in Heart (1938)
- Young Man of Manhattan (1930)
- Young Mr. Lincoln (1939)
- Your Uncle Dudley (1935)
- You're Only Young Once (1937)

## Z
- Zeemansvrouwen (1930)
- Zéro de conduite (1933)
- Zomerzotheid (1936)
- Zorro Rides Again (1937)
- Zorro's Fighting Legion (1939)